# Mahatma
Mahatma är en indisk term med betydelsen "stor ande" (sanskrit: महात्मा, mahatma). Den är sammansatt av orden महा (maha), "stor", och आत्मं eller आत्मन (atman) "själ", "ande". Uttrycket kan jämföras med den kristna termen "helgon".
Inom teosofi betecknar mahatma vissa människor som genom andlig fulländning eller upplysning ernått herravälde över naturens krafter, och liknande. Begreppet används även som indisk äretitel.